# Кэссиди, Кристофер
Кри́стофер Джон «Крис» Кэ́ссиди, (англ. Christopher John «Chris» Cassidy; род. 4 января 1970) — астронавт НАСА. Совершил три космических полёта: на шаттле STS-127 (2009, «Атлантис»), на корабле Союз ТМА-08М (2013) и на корабле Союз МС-16 (2020), совершил 10 выходов в открытый космос, капитан 2-го ранга ВМС США.
Стартовал 9 апреля 2020 года с космодрома Байконур в качестве бортинженера экипажа транспортного пилотируемого корабля «Союз МС-16» и командира экипажа Международной космической станции по программе основных космических экспедиций МКС-62/63. В настоящее время находится на земле.

## Личные данные и образование
Кристофер Кэссиди родился 4 января 1970 года в городе Сейлем, штат Массачусетс. В 1989 году окончил среднюю школу в городе Йорк, в штате Мэн. В 1993 году получил степень бакалавра, в области математики в Военно-морской Академии США, в городе Аннаполис, штат Мэриленд. В 2000 году получил степень магистра, в области морской техники в Массачусетском технологическом институте, в городе Кембридж.
Жена — Джулия Бёрд, у них трое детей. Любит играть в баскетбол, ещё в средней школе Йорка играл за сборную. Радиолюбитель с позывным KF5KDR.

## До НАСА
Кэссиди окончил Школу подводников ВМС. Он в течение десяти лет служил в Подразделении специального назначения ВМС. Его специализация в военной тактике: дальняя специальная разведка (автомобильная и пешая), прямые действия-нападения, патрулирование и разведка в пустыне, боевой дайвинг, подводные взрывные работы и различные воздушные операции, включая прыжки с парашютом, быстрый спуск по тросам и скалолазание. Он был в четырёх длительных шестимесячных командировках: дважды в Афганистане и дважды в Средиземном море. Кэссиди был исполнительным Директором Оперативной специальной команды в Норфолке, штат Виргиния и командиром взвода в Коронадо, штат Калифорния. Он был направлен в район Афганистана через две недели после терактов 11 сентября. Он служил в штурмовом подразделении в силах международной коалиции, выполнял боевые задачи в Афганистане. Участвовал в блокаде судов в Северной части Персидского залива. Он имеет более 200 часов подводного плавания. Кэссиди добровольно совершил недельное, 180-км, благотворительное плавание на вёслах на каяке из Норфолка, Виргиния, до Вашингтона, округ Колумбия, чтобы собрать деньги для специального Фонда «Пострадавший солдат».

## Подготовка к космическим полётам
6 мая 2004 года был зачислен в отряд НАСА в составе девятнадцатого набора, кандидатом в астронавты. Стал проходить обучение по курсу Общекосмической подготовки (ОКП). По окончании курса, 10 февраля 2006 года получил квалификацию «специалист полёта» и назначение в Офис астронавтов НАСА. Был направлен в Центр космических исследований имени Джонсона, в Хьюстоне, штат Техас, в Отдел управления МКС, работал оператором связи.

## Полёты в космос
- Первый полёт — STS-127[5], на шаттле «Индевор». C 15 по 31 июля 2009 года в качестве «специалиста полёта». Продолжение сборки Международной космической станции. Во время полёта выполнил три выхода в открытый космос: 22 июля — продолжительностью 5 часов 59 минут. Астронавты заменили четыре из шести аккумуляторов на сегменте Р6 ферменной конструкции станции. Астронавты работали на самом дальнем краю (приблизительно на расстоянии 45 метров от шлюзового модуля «Квест») ферменной конструкции, где находится сегмент Р6. Второй выход: 24 июля — 7 часов 12 минут. Астронавты заменили четыре из шести аккумуляторов на сегменте Р6 ферменной конструкции станции. Астронавтам предстояло работать на самом дальнем краю (приблизительно на расстоянии 45 метров от шлюзового модуля «Квест») ферменной конструкции, где находится сегмент Р6. Каждый никель-водородный аккумулятор имеет размер 100×90×45 см (40×36×18 дюймов) и весит 170 кг (375 фунтов). Продолжительность работы аккумуляторов рассчитана на 6,5 лет. Третий выход: 26 июля — 4 часа 54 минуты. Астронавты переконфигурировали кабели вокруг двух гироскопов стабилизации станции, поправили теплоизоляцию на канадском роботе «Декстр», установили две видеокамеры на японской экспериментальной платформе и раскрыли складскую платформу на ферменной конструкции станции. Внешняя складская платформа предназначена для хранения запасных частей и запасного оборудования, которые будут доставлены во время следующих полётов шаттлов, для станции. Продолжительность полёта составила 15 суток 16 часов 44 минуты[6].

Общая продолжительность внекорабельной деятельности (ВКД) за 3 выхода — 18 часов 05 минут.
Продолжительность полёта в космос — 15 дней 16 часов 45 минут.
- Второй полёт — 18 февраля 2011 года назначен в экипаж корабля Союз ТМА-08М, стартовавшего 29 марта 2013 года. Вернулся 11 сентября 2013 года. Продолжительность полёта в космос — 166 дней 6 часов 15 минут.

Суммарная продолжительность двух полётов — 181 день 23 часа 0 минут.
Третий полёт 
Стартовал 9 апреля 2020 года в 11:05:06 мск со стартового комплекса площадки № 31 космодрома Байконур в качестве бортинженера-2 ТПК «Союз МС-16» и космических экспедиций МКС-62/63, командир экипажа — космонавт Роскосмоса Анатолий Иванишин и бортинженер-1 космонавт Иван Вагнер. Сближение корабля с МКС выполнялось по укороченной четырёхвитковой схеме. Автоматическая стыковка со станцией произошла через шесть часов в 17:13:21 мск.

## После двух полётов
Был назначен начальником Управления астронавтов НАСА в июле 2015 года. 2 июня 2017 года его сменил на этой должности Патрик Грэм Форрестер.
21 марта 2017 года Кристофер Кэссиди вместе с астронавтом Трейси Колдвелл-Дайсон участвовал в церемонии подписания президентом Дональдом Трампом билля с бюджетом НАСА, предусматривающим не только поддержку МКС, но и работы по подготовке пилотируемой экспедиции к Марсу. Во время церемонии астронавты подарили Трампу официальную лётную куртку НАСА.

## Награды и премии
Награждён: Медаль «За космический полёт» (2009), Бронзовая звезда (США), Медаль за службу национальной обороне (США), Экспедиционная медаль, Медаль за кампанию в Афганистане, Экспедиционная медаль «За борьбу с терроризмом», Медаль «За исключительные достижения» и многие другие.